# Jesper Nøddesbo
Jesper Brian Nøddesbo (Herning, 23 ottobre 1980) è un ex pallamanista danese.

## Palmarès

### Olimpiadi
- 1 medaglia:
  - 1 oro (Rio de Janeiro 2016)

### Mondiali
- 3 medaglie:
  - 2 argenti (Svezia 2011; Spagna 2013)
  - 1 bronzo (Germania 2007)

### Europei
- 3 medaglie:
  - 1 oro (Norvegia 2008)
  - 1 argento (Danimarca 2014)
  - 1 bronzo (Svizzera 2006)